# Ceratina buscki
Ceratina buscki là một loài Hymenoptera trong họ Apidae. Loài này được Cockerell mô tả khoa học năm 1919.